# Dove scappi
Dove Scappi è un singolo del cantautore italiano Samuel.

## Descrizione
Il brano è contenuto nella colonna sonora del film Una Vita Spericolata, di Marco Ponti.
Ha partecipato alla registrazione del brano Tom Morello dei Rage Against the Machine, mentre la sezione fiati è composta dalla Bandakadabra.

## Formazione
- Samuel: voce, pianoforte, basso, produzione
- Tom Morello: chitarre
- Ale Bavo: programmazione, produzione
- Christian "Tozzo" Montanarella: batteria
- Giulio Piola: arrangiamento fiati
- Francesco "Cecio" Grano: flauto traverso
- Stefano "Piri" Colosimo: tromba
- Simone Garino: sax baritono
- Enzo Ceccantini: sax tenore